# Ituero de Azaba (kommunhuvudort)
Ituero de Azaba är en kommunhuvudort i Spanien.   Den ligger i provinsen Provincia de Salamanca och regionen Kastilien och Leon, i den centrala delen av landet, 250 km väster om huvudstaden Madrid. Ituero de Azaba ligger 667 meter över havet och antalet invånare är 277.
Terrängen runt Ituero de Azaba är huvudsakligen platt, men söderut är den kuperad. Ituero de Azaba ligger nere i en dal. Runt Ituero de Azaba är det glesbefolkat, med 8 invånare per kvadratkilometer. Närmaste större samhälle är Ciudad Rodrigo, 18,6 km nordost om Ituero de Azaba. Omgivningarna runt Ituero de Azaba är huvudsakligen savann.